# Боцань
Боцань, Боцані (рум. Boțani) — село у повіті Алба в Румунії. Входить до складу комуни Римец.
Село розташоване на відстані 292 км на північний захід від Бухареста, 25 км на північний захід від Алба-Юлії, 56 км на південь від Клуж-Напоки.

## Населення
За даними перепису населення 2002 року у селі проживали 10 осіб, усі — румуни. Усі жителі села рідною мовою назвали румунську.